# Jakab Elek (festő)
Jakab Elek (Nagyvárad, 1973. január 1. – Nagyvárad, 2005. november 25.) képzőművész, festő, grafikus.

## Életpályája

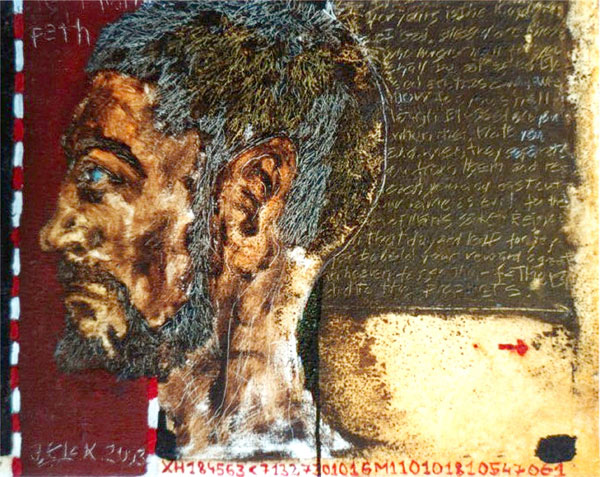
Jakab Elek önarcképe IKTATÁS, 2003

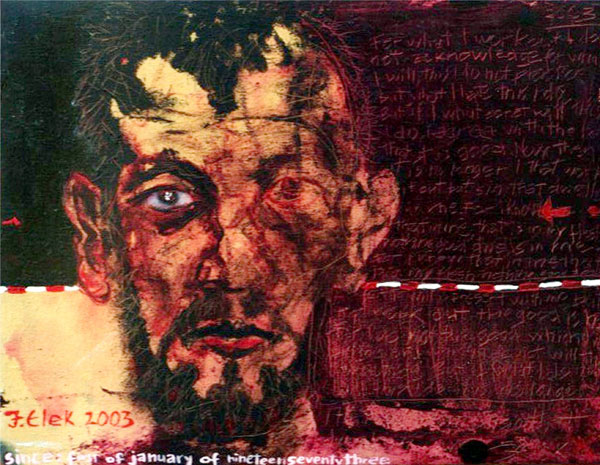
Jakab Elek önarcképe IKTATÁS, 2003

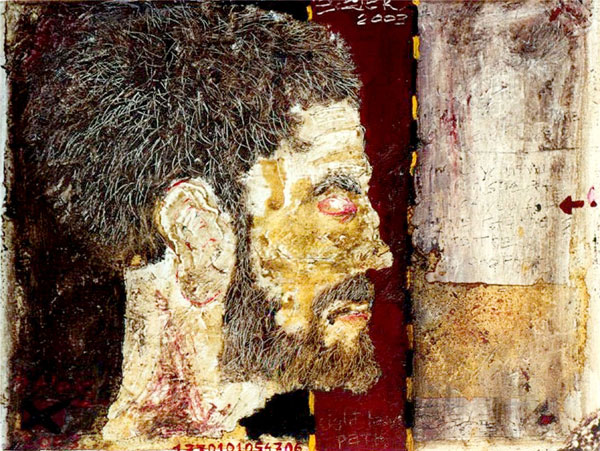
Jakab Elek önarcképe IKTATÁS, 2003

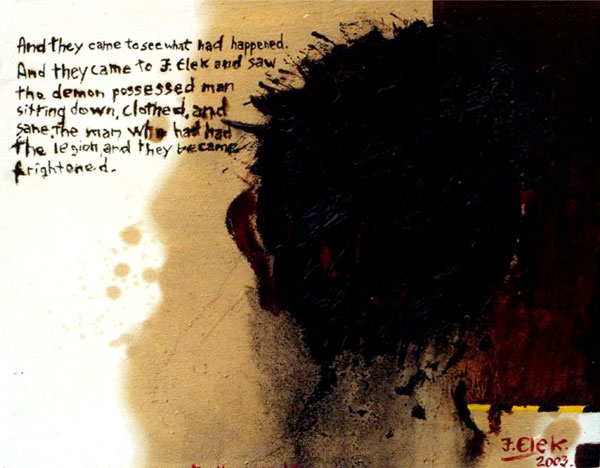
Jakab Elek önarcképe IKTATÁS, 2003

1992–1995: Francisc Hubic Művészeti Iskola festészeti szakára járt Nagyváradon.
1995–2000: Ioan Andreescu Vizuális Művészeti Akadémia festészeti szakán tanult Kolozsváron.
1994-től kiállító művész.
Festményei szerepelnek közgyűjteményekben Romániában és Magyarországon; magángyűjteményekben, mint: Németország, Spanyolország, Svédország, Belgium, Románia és Magyarország.

## Kiállításai

### Egyéni
- 1996: Állapotok, IV. Magyar Református Világtalálkozó, Nagyvárad.
- 1998: Magam, Mátyás (Corvin) Ház, Kolozsvár.
- 2000: Emberi Színjáték, Állami Magyar Opera és Színház, Kolozsvár.
- 2001: Felismerés, Bernády György Kulturális Alapítvány, Marosvásárhely.
- 2001: Initio, Magyar Köztársaság Kulturális Központja, Bukarest.
- 2004: Érintések, Tibor Ernő Galéria, Nagyvárad.

### Csoportos
- 1994: Tibor Ernő Galéria, Nagyvárad.
- 1995: Nemzeti Képzőművészeti Kiállítás, Piatra Neamţ.
- 1995: U.A.P. Galéria, Nagyvárad.
- 1996: Varadinum, Partiumi Keresztény Egyetem, Nagyvárad.
- 1997: Nemzetközi Diákfesztivál, Művészeti Múzeum, Temesvár.
- 1997: Lucian Blaga Egyetemi Könyvtár, Kolozsvár.
- 1997: Student Art, Kultúrpalota, Marosvásárhely.
- 1998: Tranzit Ház, Zsinagóga, Kolozsvár.
- 1998: Wass Albert Emlékkiállítás, Állami Színház, Marosvásárhely.
- 1999: Egyetemiek Háza, Kolozsvár.
- 1999: Faktor, K.L. Galéria, Kolozsvár.
- 1999: 1989-es Romániai Forradalom Emlékkiállítá, Temesvár.
- 2000: Egyetemiek Háza, Kolozsvár.
- 2000: Művészeti és Karikatúra Fesztivál, Budapest, Magyarország.
- 2000: Interetnikus Dialógus, Művészetek Szövetsége Galéria, Kolozsvár.
- 2001: Varadinum, Posticum, Nagyvárad.
- 2002: Art-Flexum, Hansági Múzeum, Mosonmagyaróvár, Magyarország.
- 2003: A Magyar Kultúra Napja, Barokk Palota, Múzeum, Nagyvárad.
- 2003: Ady Endre, Tibor Ernő Galéria, Nagyvárad.
- 2003: Ady Endre, Barokk Palota, Múzeum, Nagyvárad.
- 2004: Téli Tárlat, Tibor Ernő Galéria, Nagyvárad.
- 2005: Karitatív kiállítás a cunami áldozataiért,"Tibor Ernő" Galéria, Nagyvárad.
- 2005: Munkái szerepeltek az V-ik Nemzetközi Kortárs Művészeti Biennálén, Firenzeben, ahol Jakab Elek posztumusz Lorenzo il Magnifico díjat nyert.

## Főbb alkotások

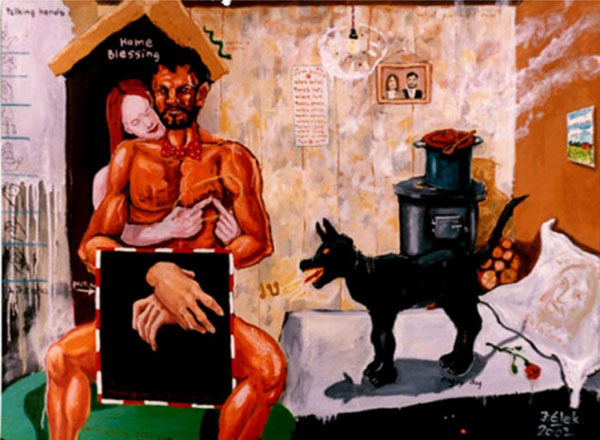
Beszélő Kezek Közömbösség, 2002

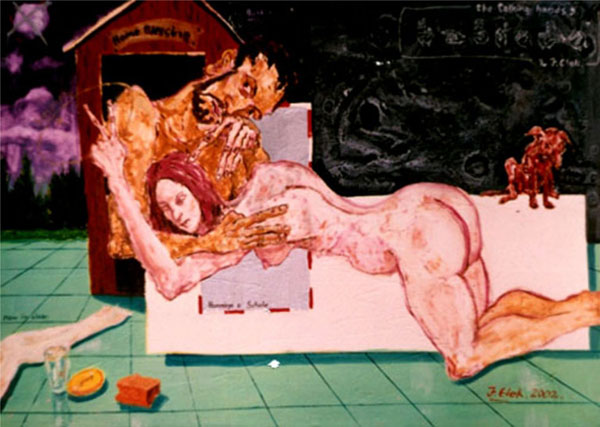
Beszélő Kezek Ölelés, 2002

### Festmény
- Kitörések – ciklus Kitörések Archiválva 2020. október 5-i dátummal a Wayback Machine-ben
- Érintések – ciklus Érintések Archiválva 2020. október 31-i dátummal a Wayback Machine-ben
- Emberi Színjáték – ciklus Emberi Színjáték Archiválva 2020. október 14-i dátummal a Wayback Machine-ben
- Madárvilág – ciklus Madárvilág Archiválva 2020. szeptember 25-i dátummal a Wayback Machine-ben
- Nyuszivilág – ciklus Nyuszivilág Archiválva 2020. augusztus 25-i dátummal a Wayback Machine-ben
- Álomház – ciklus Álomház Archiválva 2020. november 17-i dátummal a Wayback Machine-ben

### Kollázs
- Aphrodité – Önarckép sorozat Aphrodité Archiválva 2020. szeptember 12-i dátummal a Wayback Machine-ben
- Szeleteim – Önarckép sorozat Szeleteim Archiválva 2020. szeptember 17-i dátummal a Wayback Machine-ben

### Grafika
- Ezüst és Arany Ezüst és Arany Archiválva 2020. október 13-i dátummal a Wayback Machine-ben
- Fehér Fekete Fehér Fekete Archiválva 2020. október 2-i dátummal a Wayback Machine-ben
- Reflexiók Reflexiók Archiválva 2020. szeptember 12-i dátummal a Wayback Machine-ben

## Művészeti hitvallása
„Művészetem témája az emberi lét kérdései, egzisztenciális állapotai, amit stilárisan az expressziv figurativitás ösztönösségének és a konceptualista megközelítés intellektualizmusának szintézisével próbálok ábrázolni.”

## Külső hivatkozások
- In memoriam Jakab Elek – personal webpage
- TerminArtors[halott link]
- Saatchi-Gallery[halott link]
- Artmajeur